# Keuken (ruimte)

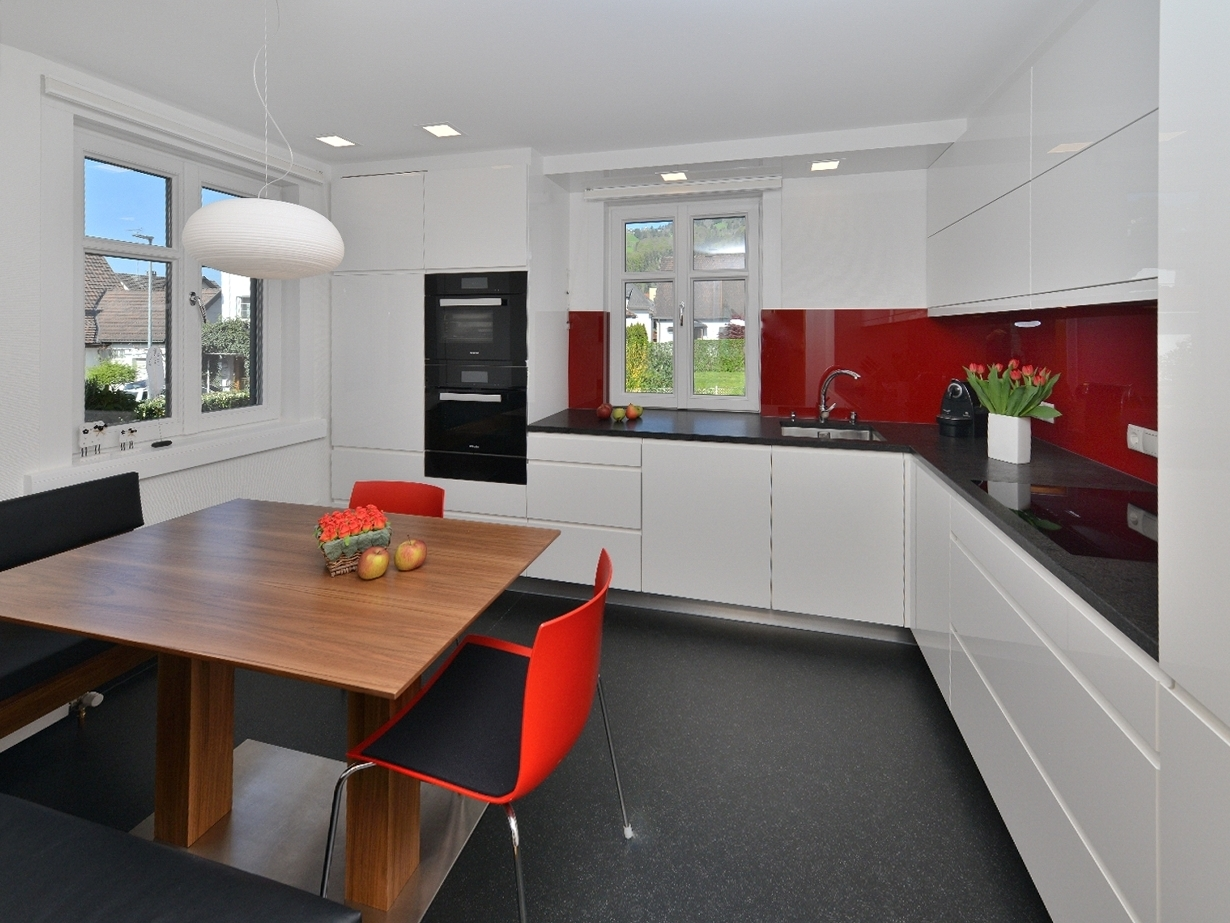
Een moderne keuken

Een keuken is een ruimte of plaats in een gebouw waarin mensen hun voedsel bereiden of laten bereiden. In enge zin wordt in bepaalde omstandigheden niet de ruimte, maar de in de ruimte opgestelde kasten, meubilair, aanrecht en apparatuur bedoeld ("ik heb in mijn huis een nieuwe keuken laten plaatsen"). Op een schip heet het keukengedeelte kombuis.
Als het vertrek ook wordt gebruikt om de bereide maaltijd tot zich te nemen spreekt men van eetkeuken. Dan is er naast ruimte voor de keukenkastjes, het aanrecht en de apparatuur ook plaats voor een eettafel met stoelen eromheen. Een bar behoort ook tot de mogelijkheden.
In veel moderne woningen zijn de zithoek, eethoek en keuken geïntegreerd in een zodanig ingedeelde ruimte, dat de verschillende afdelingen onderling met elkaar in open verbinding staan. Deze zijn dus voor alle bewoners (en eventuele gasten) van het huis vrij toegankelijk, zonder een deur te hoeven gebruiken. In dit geval spreekt men van een open keuken. 
Een plaats waar buitenshuis eten wordt bereid, zoals in de tuin, wordt meestal niet als keuken beschouwd. 

## Geschiedenis van de keuken

### Neolithicum en het oude Griekenland
De eerste bewijzen van een keuken zijn gevonden in opgravingen in Jericho uit de tijd 8350 v. Chr. tot 7379 v. Chr. Er werd een leemoven gevonden, een open vuurplaats en maalstenen op een binnenplaats omringd door lemen hutten. Er wordt vermoed dat dit een gemeenschappelijke keuken was waar families uit de omliggende hutten gebruik van hebben gemaakt. 
In de oude stadstaten van Anatolië zoals bijvoorbeeld in Çatalhöyük  zijn er ook aparte kook- en vuurplaatsen in de lemen huizen gevonden uit de tijd rond 7000 v. Chr. Het betreft hier simpele leemovens die in afzonderlijke ruimtes of gebouwen te vinden waren. 
In Mesopotamië bestonden de kookplaatsen uit lemen bakstenen en open vuurplaatsen, meestal buiten geplaatst. In het warme klimaat hoefde de oven niet als warmtebron dienst te doen. 
In het oude Griekenland werd de architectuur van de woonhuizen gekenmerkt door de Atrium-stijl. Een patio diende hier meestal als keuken. Alleen in de huizen van de rijkere bevolking bevond zich de keuken in een aparte ruimte, normaal gesproken direct naast de badkamer, zodat beide ruimtes tegelijkertijd met het vuur in de keuken konden worden verwarmd. Achter de keuken bevond zich vaak een kleine aparte ruimte waar de voorraad aan etenswaar en alles wat er in de keuken gebruikt werd, te vinden was. 
In het Romeinse Rijk beschikten de eenvoudige stadsbewoners niet over een eigen keuken. Steeds minder werd er zelf brood gebakken, die rol namen bakkerijen op zich, waardoor de broodbakoven uit de huizen verdween. Eten werd in het algemeen in grote openbare keukens toebereid. De keukens van de rijkere Romeinen waren echter goed ingericht. De keuken was in de Romeinse villa een deel van het hoofdgebouw, echter als aparte ruimte aangelegd. Dit had voor een deel praktische redenen: bijvoorbeeld om de rookontwikkeling in de woonruimtes te beperken. Een andere reden was dat het werk in de keuken door slaven werd gedaan. De vuurplaats bevond zich normaal gesproken op de grond tegen een muur, soms iets verhoogd, zodat men er op de knieën kon koken.

### Middeleeuwen

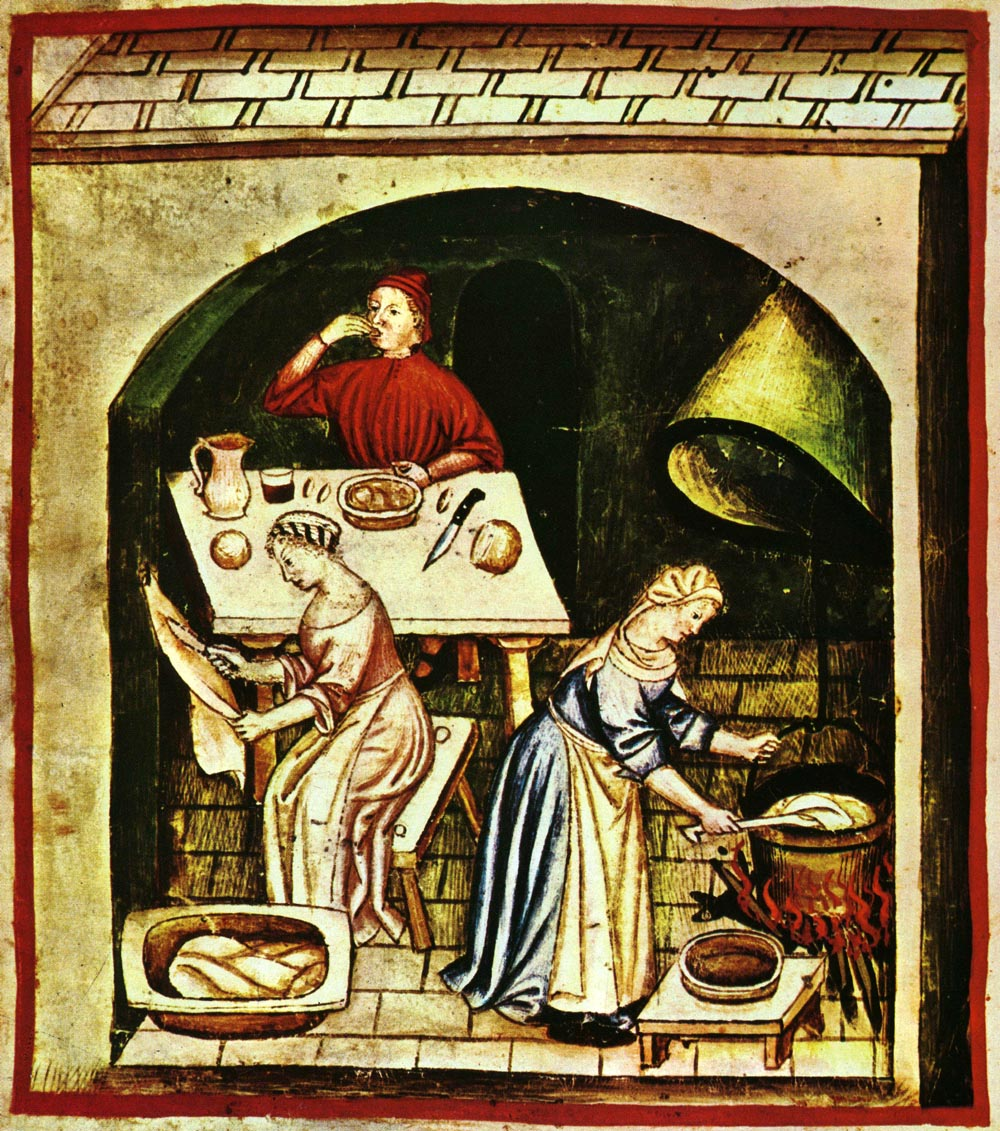
Keuken in de veertiende eeuw

Een Europees langhuis had geen eigen keuken, maar een open vuurplaats onder het hoogste punt van het gebouw. Tussen deze vuurplaats, die meestal iets dieper lag en met stenen bekleed was, en de ingang van het huis was de "keuken" waar het eten werd voorbereid. Er was geen schoorsteen, een gat in het dak deed dienst als afzuigmogelijkheid voor rook. De vuurplaats was niet alleen de plek waar gekookt werd, hij diende ook als warmte- en lichtbron van deze huizen, die overigens uit slechts één ruimte bestonden. 
In de grotere huizen van de Europese adel was de keuken vaak gelegen in een apart gebouw dat voor een deel iets dieper lag. Men wilde de rook weghouden van het representatieve hoofdhuis. 
In de Middeleeuwen veranderde de keuken vrijwel niet. De enige manier om etenswaren op te warmen was door middel van open vuur. Europese keukens waren donker, vol met roet en rook. In de Europese steden in de 10e-12e eeuw werd er nog steeds gebruikgemaakt van een open vuurplaats in het midden van de ruimte. Rijke families hadden vaak de keuken op de eerste verdieping, aangezien er op de begane grond stallen en voorraadruimtes waren. In kastelen en kloosters waren de keukens en bijbehorende ruimtes gescheiden van de woonkwartieren. Daarom kon de oven niet meer als warmtebron worden gebruikt. Dit leidde tot het ontstaan van de betegelde kachels. Onder invloed van de klassieke Romeinse schrijvers, van wie het werk in de kloosters lag, werden antieke bouwwerken en bouwmethodes overgenomen.
Door de opkomst van de schoorsteen werd het fornuis / de oven vanuit het midden van de ruimte naar de muur verplaatst. Het vuur werd op het fornuis gemaakt, daaronder was een ruimte voor stookhout, dat daar ook goed kon drogen. Om het vuur naar de schoorsteen te leiden werd een zogenaamd "trekvuur" gebruikt: een goed stuk hout zorgde daarbij voor een warme luchtstroom en trok de rook door de schoorsteen. De aardewerk potten die gebruikt werden om te koken werden steeds meer vervangen door potten en pannen van ijzer, brons en koper, als hangketel of driebenige pot. Er werd gekookt in een ketel boven het vuur. De ketel kon hoger of lager worden gehangen, zo kon men de gebruikte warmte sturen. Dit maakte een verdere ontwikkeling van de kookkunst mogelijk en tegelijkertijd ook van de keukeninrichting. Het fornuis functioneerde tevens als rookkamer waar worsten en ham in konden worden gerookt. 
Leonardo da Vinci vond een mechanische spies uit die door de warme opstijgende lucht draaide. Het systeem van de draaispies werd in de Renaissance in de rijkere huizen gebruikt. 
Het koken boven open vuur in de keuken was in de Middeleeuwen in de steden een gevaar voor de bewoners aangezien er regelmatig branden ontstonden. Daarom werden er regels opgesteld om het minder gevaarlijk te maken. 
In het begin van de late Middeleeuwen verloren de keukens in Europa steeds meer hun rol als verwarming. Er werd met een kachel verwarmd die weliswaar in de woonruimte stond, maar vanuit de keuken werd gestookt. Het voordeel: de woonruimte was rookvrij en kon als representatieve ruimte en als presentatie van de eigen rijkdom worden gebruikt. In de gebouwen van de bovenste klassen kookte het keukenpersoneel, waardoor de keuken steeds meer van de eetruimtes gescheiden werd. In kastelen en burchten werden er soms liften gebouwd om de toebereide maaltijden naar de eetruimtes te krijgen. In simpelere huizen was er nog heel lang slechts één ruimte of men maakte gebruik van een keuken bij de ingang van het huis. Sommige huizen hadden ook een keuken in een aparte aanbouw. 
De middeleeuwse keuken, zwart door rook en roet, overleefde lang, vooral als boerenkeuken, of in de huizen van de armen. Huizen die op een dergelijke manier gebouwd waren, hadden vaak alleen een met hout en leem beklede, hele eenvoudige schoorsteen die naar boven, naar de zolder leidde. Daar werden dan de worsten en hammen in de rook gehangen. De rook werkte tevens als impregneermiddel voor de houten balken van de zolder tegen ongedierte.

## Materialen
De Frankfurtse keuken van 1926 was gemaakt van verschillende materialen, afhankelijk van de toepassing. De moderne inbouwkeukens van tegenwoordig maken gebruik van spaanplaat of MDF, versierd met een verscheidenheid aan materialen en afwerkingen, waaronder houtfineer, lak, glas, melamine, laminaat, keramiek en eco-glans. Zeer weinig fabrikanten produceren inbouwkeukens van roestvrij staal. Tot de jaren 1950 werden stalen keukens gebruikt door architecten, maar dit materiaal werd verdrongen door de goedkopere spaanplaatpanelen die soms met een stalen oppervlak werden versierd.

## Lijst van keukenapparatuur

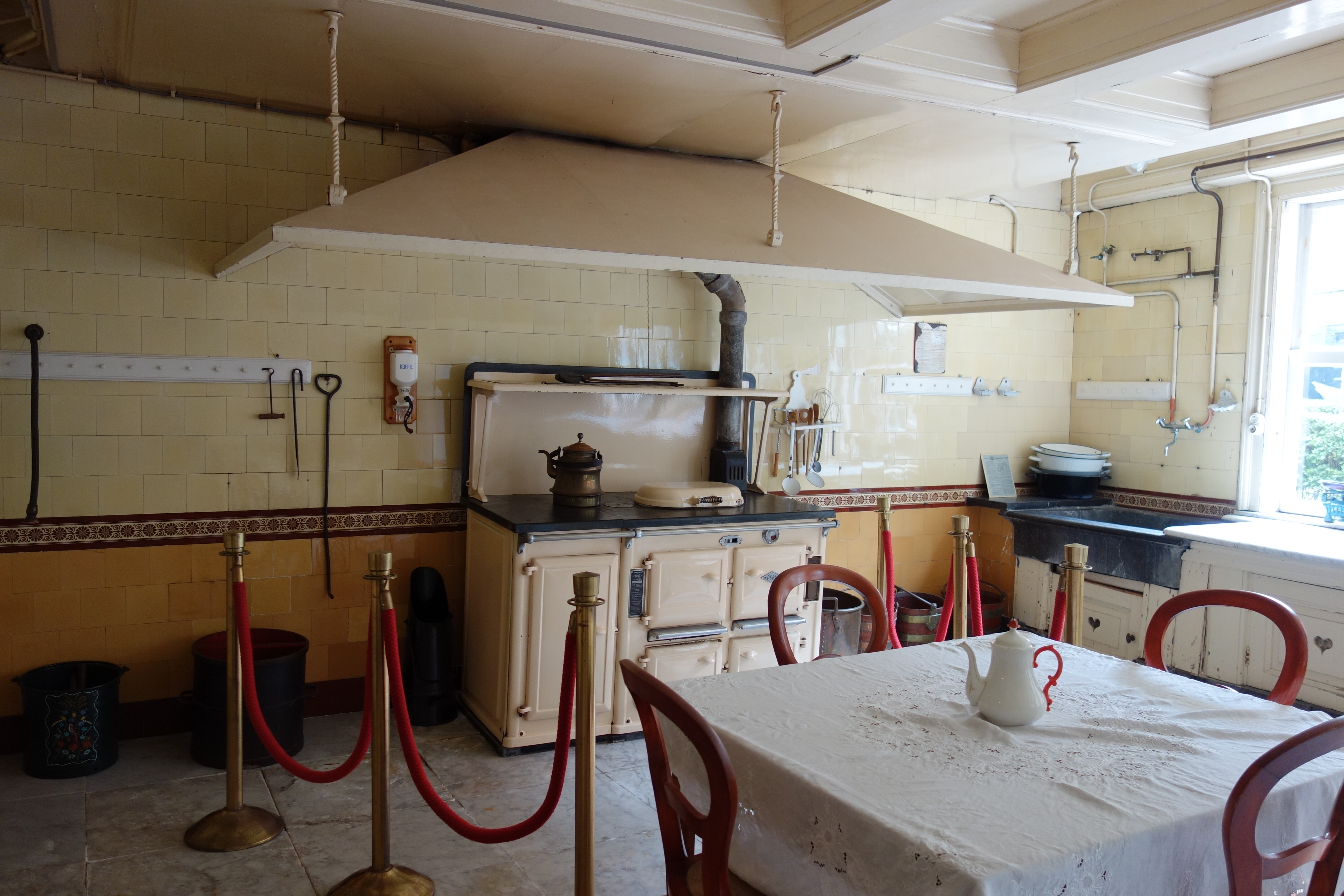
Kookkeuken in het Snouck van Loosenhuis te Enkhuizen. Een tweede keuken in dat pand is de zogenaamde werkkeuken.

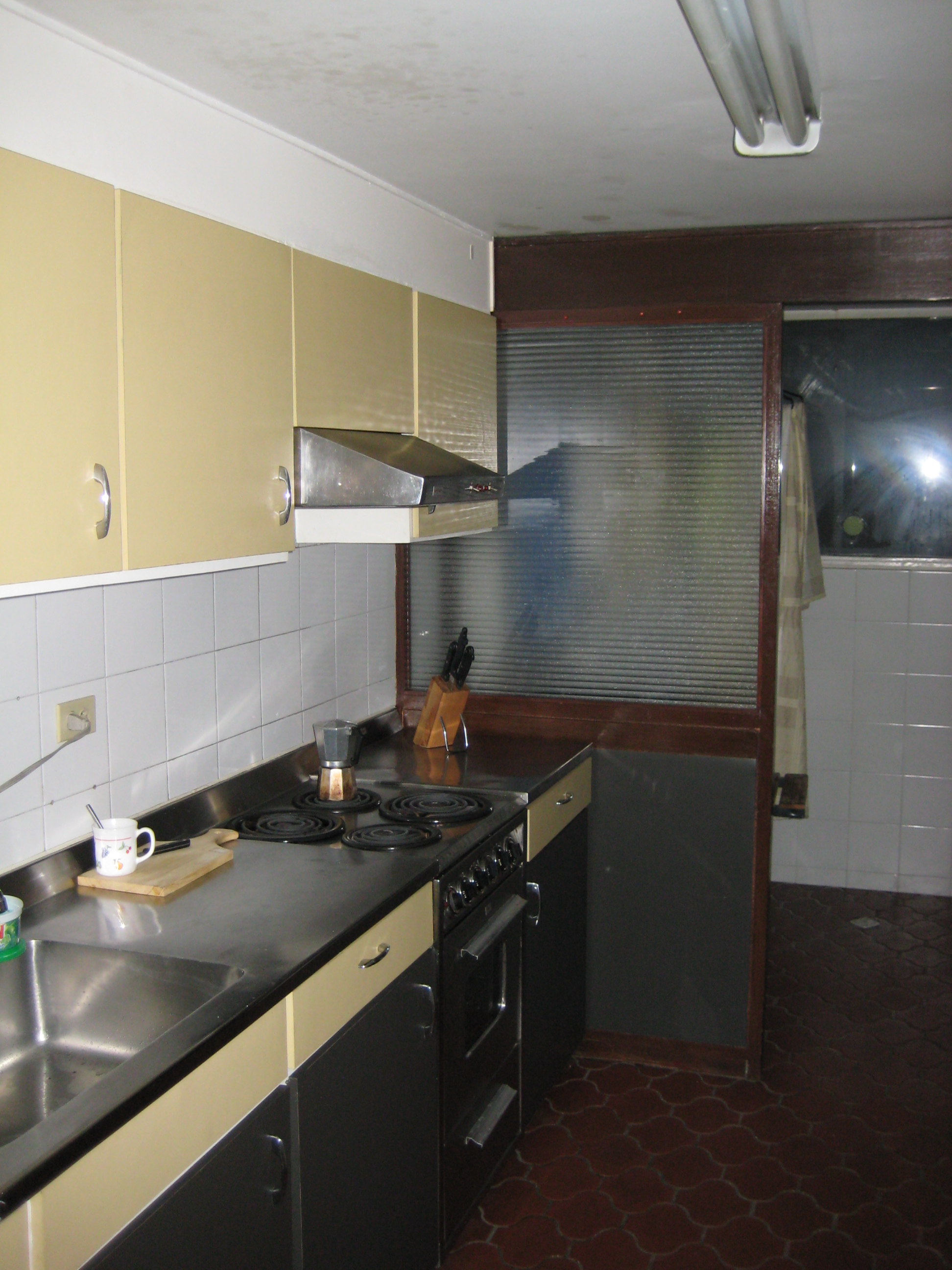
Colombiaanse keuken

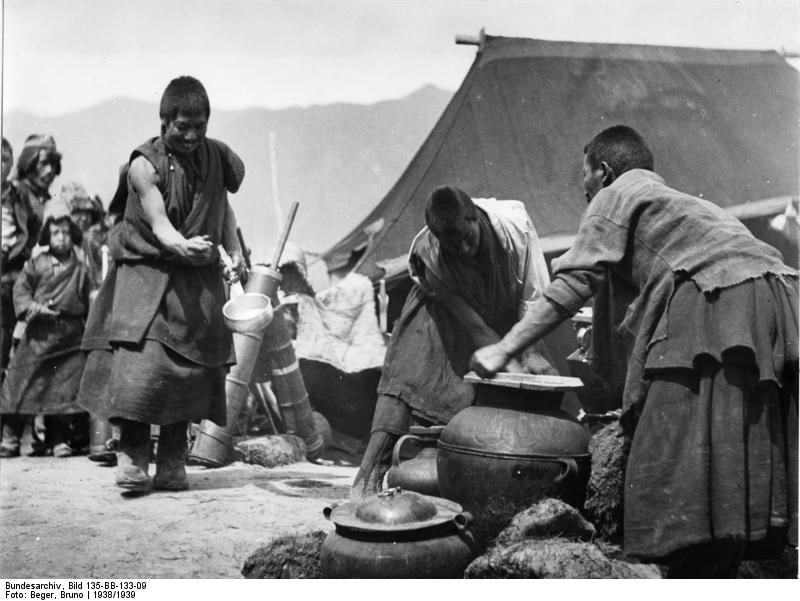
Veldkeuken, foto genomen tijdens Tibetexpeditie in 1938

Een keuken kan van de volgende (elektrische) apparaten voorzien zijn:
- Afzuigkap
- Airfryer
- Afwasmachine
- Blikopener
- Broodrooster
- Broodzaag
- Citruspers
- Fornuis
- Frituurpan
- Grill
- Koffiemolen
- Koffiezetapparaat
- Koelkast
- Kokendwaterkraan
- Kooktoestel
- Kruimeldief
- Magnetron
- Mixer
- Oven
- Rechaud
- Rijstkoker
- Sapcentrifuge
- Snijplank
- Staafmixer
- Steengrill
- Tosti-ijzer
- Vaatwasser
- Vriezer
- Waterkoker